# 52-га піхотна дивізія (Третій Рейх)
52-га піхотна дивізія (Третій Рейх) (нім. 52. Infanterie-Division) — піхотна дивізія Вермахту за часів Другої світової війни.

## Райони бойових дій
- Німеччина (серпень 1939 — травень 1940);
- Франція (травень 1940 — червень 1941);
- СРСР (центральний напрямок) (червень 1941 — листопад 1943);
- Німеччина (листопад — грудень 1943);
- СРСР (центральний напрямок) (грудень 1943 — жовтень 1944)

## Командування

### Командири

#### 52-га піхотна дивізія
- генерал-майор Карл-Адольф Голлідт (нім. Karl Adolf Hollidt) (1 — 8 вересня 1939);
- генерал-майор Ганс-Юрген фон Арнім (нім. Hans-Jürgen von Arnim) (8 вересня 1939 — 5 жовтня 1940);
- генерал-лейтенант Лотар Рендуліч (нім. Lothar Rendulic) (5 жовтня 1940 — 1 листопада 1942);
- генерал-лейтенант Рудольф Пешель (нім. Rudolf Peschel) (1 листопада 1942 — 5 листопада 1943).

#### 52-га навчальна польова дивізія
- генерал-майор Альберт Невігер (нім. Albert Newiger; 10 грудня 1943 — 8 квітня 1944);

#### 52-га дивізія охорони
- генерал-майор Альберт Невігер (8 квітня — 5 вересня 1944);
- генерал-лейтенант барон Альбрехт Діжон фон Монтетон (нім. Albrecht Baron Digeon von Monteton) (5 вересня — 1 жовтня 1944).